# Neesioscyphus argillaceus
Neesioscyphus argillaceus là một loài rêu trong họ Balantiopsaceae. Loài này được Nees Grolle mô tả khoa học đầu tiên năm 1964.